# 블레이크 우드러프
블레이크 우드러프(Blake Woodruff, 1995년 6월 19일 ~ )는 미국의 배우이다.

## 출연 작품

### 영화
- 열두 명의 웬수들 (2003)
- 블라인드 호라이즌 (2004)
- 열두명의 웬수들 2 (2005)
- 위스퍼 (2007)

### 텔레비전
- 더 영 앤 더 레스트리스 (2004-05)